# Francesco Spiera
Francesco Spiera (* um 1502 in Cittadella bei Padova; † 27. Dezember 1548 ebenda) war ein protestantischer Rechtsgelehrter und Notar aus Italien, der wegen der Inquisition 1548 dem evangelischen Glauben abschwor, in Depressionen verfiel und bald darauf starb.

## Leben
Spiera war ein geachteter Notar in Cittadella, das damals zur Republik Venedig gehörte. 1542 wurde Spiera evangelisch, nachdem er die lutherischen Lehre kennengelernt und übernommen hatte. Sein Zuhause in Cittadella wurde zum Zentrum und Treffpunkt für Menschen, die sich für die neuen, reformatorischen Ideen interessierten. Er stand auch im Kontakt mit Pier Paolo Vergerio, dem ebenfalls evangelisch gesinnten Bischof von Modruš und Koper. Von Spiera sind fünf Faszikel mit 157 rechtlichen Dokumenten überliefert, die vorwiegend Erbangelegenheiten und Testamente betreffen.
Spiera wurde 1548 vor die Signoria in Venedig gestellt. Der Inquisitionsprozess begann am 24. Mai und endete damit, dass Spiera am 20. Juli im Markusdom feierlich seinen evangelischen „Glaubensirrtümern“ abschwor. Nach diesem Schwur, den er am folgenden Sonntag nach der Messe in der Kathedrale von Cittadella wiederholte, verfiel er in schwere Depressionen, weil er meinte, damit gegen den Heiligen Geist gesündigt zu haben. Verzweifelt starb er am 27. Dezember des gleichen Jahres.

## Rezeption
Spieras Ende war entscheidend für den endgültigen Übertritt von Pier Paolo Vergerio zum Protestantismus, seinen Rücktritt als Bischof und seine Flucht ins bündnerische Chiavenna 1549. Spieras Schicksal ist deshalb von Interesse, weil es von Protestanten des 16. Jahrhunderts fälschlicherweise als abschreckendes Beispiel für die Konsequenzen der sogenannten Sünde wider den Heiligen Geist herangezogen wurde.